# فلاديسلاف فاشوك
فلاديسلاف فاشوك (بالأوكرانية: Ващук Владислав Вікторович)‏ (مواليد 2 يناير 1975) هو لاعب كرة قدم. يلعب مع منتخب أوكرانيا لكرة القدم. سبق له أن لعب في كأس العالم لكرة القدم مع منتخب بلاده.

## روابط خارجية
- فلاديسلاف فاشوك على موقع الاتحاد الدولي (مؤرشف)  (الإنجليزية)
- فلاديسلاف فاشوك على موقع الاتحاد الأوربي (الإنجليزية)
- فلاديسلاف فاشوك على موقع اتحاد أوكرانيا (الإنجليزية)
- فلاديسلاف فاشوك على موقع قاعدة بيانات كرة القدم.إي يو (الإنجليزية)
- فلاديسلاف فاشوك على موقع ناشيونال فوتبول تيمز (الإنجليزية)
- فلاديسلاف فاشوك على موقع Soccerway.com (الإنجليزية)
- فلاديسلاف فاشوك على موقع عالم كرة القدم.نت (الإنجليزية)